# دجله (ترکیه)
دجله (به ترکی استانبولی: Dicle) شهری است در کشور ترکیه که در استان دیاربکر واقع شده‌است. جمعیت این شهر بر اساس سرشماری سال ۲۰۰۸ میلادی ۱۰٬۲۱۹ نفر و بر اساس برآوردهای سال ۲۰۰۹ میلادی ۸٬۲۱۱ نفر می‌باشد.